# Substitutionskonkurrenz
Unter Substitutionskonkurrenz (oder Substitutionswettbewerb) werden in der Volkswirtschaftslehre und im Marketing die konkurrierenden Austauschbeziehungen zwischen mehreren Gütern oder Dienstleistungen im Angebot verstanden.

## Allgemeines
Substitution bezieht sich auf die Austauschbarkeit (Ersetzbarkeit) eines Gutes oder einer Dienstleistung durch andere Güter oder Dienstleistungen. Substitutionskonkurrenz ist eine besondere Konkurrenzform, bei welcher der ersatzweise Konsum eines Gutes oder einer Dienstleistung durch Substitutionsgüter stattfindet.
Beeinträchtigt der Vertrieb des Produktes {\displaystyle A} den Vertrieb eines ähnlichen Produkts {\displaystyle B}, so stehen beide Produkte in Substitutionskonkurrenz. Wegen der Budgetrestriktion wird nur eines von beiden erworben.

## Substitutionsgüter
Es handelt sich um Substitutionsgüter wie verschiedene Automarken mit vergleichbaren technischen Daten, verschiedene Brotsorten, aber auch Butter oder Margarine. Kleidung aus Baumwolle, Leinen oder Seide erhielt eine Substitutionskonkurrenz durch Dralon, Nylon oder Perlon, Werkstoffe wie Holz, Leder oder Metall können durch Kunststoffe substituiert werden.
| Art                                     | Substitutionsgut 1                            | Substitutionsgut 2                                  |
| --------------------------------------- | --------------------------------------------- | --------------------------------------------------- |
| Konsumgüter                             | Butter Champagner Baumwolle, Wolle            | Margarine Sekt Dralon, Nylon, Perlon                |
| Investitionsgüter / Produktionsfaktoren | Kupfer Blech Arbeitskraft                     | Aluminium Kunststoff Maschinen                      |
| Dienstleistungen                        | Straßengüterverkehr Präsenzhandel Bankkredite | Schienengüterverkehr Versandhandel Kreditsubstitute |

Bei Dienstleistungen steht beispielsweise der Straßengüterverkehr in Substitutionskonkurrenz zum Schienengüterverkehr, zur Binnenfracht oder Luftfracht. Im Finanzwesen können klassische Bankkredite durch Kreditsubstitute wie Factoring oder Leasing ersetzt werden, die häufig durch Nichtbanken angeboten werden. Aus Sicht des Nachfragers stiftet das eine oder das andere Produkt/Dienstleistung für ihn den gleichen Kundennutzen. Da bei gegebener Kaufkraft nur eines von beiden Gütern gekauft wird, entfällt die Nachfrage für das konkurrierende Produkt.
Fossile Energien haben Substitutionskonkurrenz durch erneuerbare Energien erhalten: Durch die Umweltbelastung fossiler Energien versucht die Umweltpolitik, diese zu Gunsten erneuerbarer Energien zu ersetzen, zumal die Reichweite fossiler Energieträger relativ gering ist und deshalb keine Nachhaltigkeit vorliegt.
| Energieart           | Energiequelle | Nutzenergie                                                  |
| -------------------- | --- | ------------------------------------------------------------ |
| fossile Energien     | Braunkohle, Steinkohle, Erdgas, Erdöl, Torf                                                                                     | elektrische Energie, Kälte, Licht, mechanische Arbeit, Wärme |
| Kernenergie          | Kernfusion, Kernspaltung | elektrische Energie, Kälte, Licht, mechanische Arbeit, Wärme |
| erneuerbare Energien | Biomasse, Geothermie (Erdwärme), Meeresströmung, Sonnenenergie, Wasserkraft (einschließlich Gezeiten), Wellenkraft, Windenergie | elektrische Energie, Kälte, Licht, mechanische Arbeit, Wärme |

Für den Energieverbraucher ist der Nutzen als Nutzenergie gleich, denn auch die alternativen Energiearten können elektrische Energie, Kälte, Licht, mechanische Arbeit oder Wärme erzeugen.

## Kennzahlen
Die Intensität der Substitutionskonkurrenz wird durch die volkswirtschaftlichen Kennzahlen der Substitutionselastizität, Kreuzpreiselastizität oder den Triffinschen Koeffizienten ausgedrückt.

## Wirtschaftliche Aspekte
Substitutionskonkurrenz gibt es bei Gütern untereinander und zwischen Produktionsfaktoren. Substitutionskonkurrenz kann dauerhaft bestehen bleiben wie zwischen Butter und Margarine, sie kann jedoch auch veraltete Technologien ersetzen wie analoge Daten durch digitale Daten und damit die Schallplatte durch die Compact Disc. Substitutionskonkurrenz ermöglicht Problemlösungen für denselben Kundenwunsch. Grundsätzlich besteht zwischen Luxusgütern und vergleichbaren normalen Gütern Substitutionskonkurrenz (wie Champagner und Sekt). 
Zwischen der Faktorsubstitution bei den Produktionsfaktoren Arbeit und Kapital besteht vielfach Substitutionskonkurrenz, weil im Produktionsprozess die Frage zu beantworten ist, ob und inwieweit Arbeitskräfte durch Maschinen zu ersetzen sind (Automatisierung, Mechanisierung). Da zwischen Arbeit und Kapital ein Komplementärverhältnis besteht, müssen beide Faktoren stets miteinander kombiniert werden, so dass weder auf Arbeit noch auf Kapital vollständig verzichtet werden kann. Der Mechanisierungsgrad wird dabei durch die volkswirtschaftliche Kennzahl der Kapitalintensität wiedergegeben.
Substitutionskonkurrenz kann umgangen werden, indem die Preise verschiedener Gütermärkte künstlich aneinander gekoppelt werden, wie dies etwa bei der Ölpreisbindung für Erdgas der Fall ist.

## Abgrenzung
Konkurrieren Anbieter untereinander oder mit Nachfragern, so wird von Rivalität gesprochen.